# Kyle XY
Kyle XY je americký sci-fi teenagerský televizní seriál o mladém nalezenci s amnézií, jehož se ujme rodina psycholožky Nicol Tragerové a dá mu jméno Kyle. Na první pohled vybočuje chybějícím pupkem, ale postupně odhaluje další a další mimořádné schopnosti, jimiž je obdařen. Čelí mnoha nástrahám tajemné korporace, ale i běžného života amerických středoškoláků.
Seriál vysílala premiérově v letech 2006 až 2009 televizní stanice ABC Family. Po úspěchu první desetidílné řady následovaly ještě další dvě. Třetí řada seriálu byla vysílána od 12. ledna 2009, z důvodu úbytku diváků však byla po 10. dílu přerušena a zůstala nedokončená. V Česku nebyl uveden; na Slovensku jej na jaře 2009 vysílala TV Markíza.

## Obsazení

### Hlavní postavy
Děj seriálu se točí především kolem rodiny Tragerových, k níž kromě Kylea přibyla v dalších řadách ještě další nalezená, Jessi.
| Matt Dallas          | Kyle Trager                         |
| Marguerite MacIntyre | Nicole Tragerová                    |
| Bruce Thomas         | Stephen Trager, manžel Nicole       |
| April Matson         | Lori Tragerová, dcera Nicole        |
| Jean-Luc Bilodeau    | Josh Trager, syn Nicole             |
| Chris Olivero        | Declan McDonough, přítel Lori       |
| Kirsten Prout        | Amanda Bloomová, sousedka           |
| Jaimie Alexander     | Jessi Hollanderová – v 2. a 3. řadě |

### Vedlejší postavy
| Chelan Simmons     | Hillary Shepardová, kamarádka Lori                 |
| Nicholas Lea       | Tom Foss                                           |
| Teryl Rothery      | Carol Bloomová, Amandina matka                     |
| Cory Monteith      | Charlie Tanner, Amandin přítel – v 1. a 2. řadě    |
| J. Eddie Peck      | Adam Baylin – v 1. a 2. řadě                       |
| Sarah-Jane Redmond | Rebecca Thatcherová – v 1. a 2. řadě               |
| Andrew Jackson     | Cyrus Reynolds – v 1. a 2. řadě                    |
| Bill Dow           | prof. William Kern – v 1. a 2. řadě                |
| Kurt Max Runte     | detektiv Jason Breen – v 1. řadě                   |
| Magda Apanowicz    | Andy Jensenová, Joshova kamarádka – v 2. a 3. řadě |
| Martin Cummins     | Brian Taylor – v 2. řadě                           |
| Ally Sheedy        | Sarah Emersonová – v 2. a 3. řadě                  |
| Leah Cairns        | Emily Hollanderová – v 3. řadě                     |
| Conrad Coates      | Julian Ballantine – v 2. řadě                      |
| Josh Zuckerman     | Mark, Stephenův asistent – v 2. a 3. řadě          |
| Hal Ozsan          | Michael Cassidy – v 3. řadě                        |
| Jesse Hutch        | Nate Harrison, Cassidyho student – v 3. řadě       |

## Řady a díly seriálu
První řada seriálu měla jen 10 dílů. Druhá řada dosáhla počtu 23 dílů, dějově však byla po 12. dílu rozdělena do dvou relativně samostatných částí. Z třetí řady bylo natočeno jen 10 dílů.

## Ocenění
Seriál v roce 2007 vyhrál cenu Asociace televizních kritiků (TCA Award) v kategorii pořadů pro děti a mládež. V letech 2006 a 2007 byl také nominován nominován na cenu Teen Choice Award a v roce 2007 i hlavní představitel Matt Dallas. Seriál i herec byli nominováni také v letech 2007 a 2008 na cenu Saturn americké Akademie sci-fi, fantasy a hororových filmů. Sedmý díl druhé řady seriálu pak byl nominován v roce 2008 na GLAAD Media Award v kategorii jednotlivých epizod seriálů bez pravidelných LGBT postav.

## Uvedení na Slovensku
Slovenská televize Markíza začala seriál uvádět od 1. února 2009. Odvysílala však jen 1. řadu a první polovinu 2. řady. Dabing pro ni vytvořilo studio Enter v překladu Jany Bútorové a režii Štefana Mandžára. V slovenském znění účinkovali:
| Michal Hallon              | Kyle               |
| Gabriela Škrabáková-Kreutz | Nicole Tragerová   |
| Peter Kočiš                | Stephen Trager     |
| Daniela Mackovičová        | Lori Tragerová     |
| Pavol Náther               | Josh Trager        |
| Roman Ferienčík            | Declan McDonough   |
| Miroslava Drínová          | Amanda Bloomová    |
| Jana Wagnerová             | Jessi Hollanderová |
| Vladimír Kobielský         | Tom Foss           |
| Dušan Szabó                | Adam Baylin        |